# Багдасарян Арєв Григорівна
Арєв (Арега) Григорівна Багдасарян (вірм. Արև ԲաղդասարյանԱրև Բաղդասարյան, 2 квітня 1918, с. Шушикенд/Шош Єлизаветпольскої губернії (нині село в Нагірному Карабасі, згідно з адміністративно-територіальним поділом Нагірно-Карабахської Республіки, фактично контролює село, розташоване в Аскеранському районі НКР, а згідно з адміністративно-територіальним поділом Азербайджану — в Ходжалинському районі Азербайджану) — 17 лютого 1994) — народна артистка Вірменської РСР (1961), заслужена артистка Вірменської РСР (1955), виконавиця пісень і танців народів світу.

## Біографія
Після народження з родиною переїхала до Баку. Тут закінчила школу. Любов до сцени і багаті природні дані, призвели Арєв у танцювальний гурток художньої самодіяльності. В 1936 році як танцівниця завоювала перше місце на олімпіаді в Ростові-на-Дону.
У 1937 році закінчила Азербайджанський народногосподарський інститут ім. К. Маркса (тепер Азербайджанський державний економічний університет).

## Творчий шлях
Після закінчення інституту була прийнята до Державного ансамблю народного танцю Азербайджану і через деякий час стала його солісткою. Навчалася у Тамари Ханум (Петросянц). У 1938 році у складі ансамблю танцю Арєв Багдасарян брала участь у першій Декаді азербайджанського мистецтва в Москві. Після повернення з московської декади її, як одну з провідних солісток ансамблю, направили на навчання до Бакинського хореографічного училища, де вона отримала професійну освіту.
В період німецько-радянської війни була в числі перших вірменських актрис, направлених на фронт з концертами для воїнів 89-ї вірменської Таманської дивізії.
З 1942 року Арєв стає солісткою філармонії Вірменської РСР, виконавицею танців і пісень народів світу. Створений для неї невеликий ансамбль швидко завоював популярність.
Після війни Арєв Багдасарян серед зірок радянської сцени побувала в закордонному турне. З 1946 по 1948 рік працювала в Державному естрадному оркестрі Вірменської РСР під керівництвом композитора Артемія Айвазяна.
З появою телебачення, Арєв Багдасарян була першою вірменською солісткою, яка була удостоєна високої честі брати участь у першій музичній програмі Центрального телебачення Радянського Союзу.
У 1948 році сама організувала ансамбль народних інструментів, з яким виступала майже до останніх днів свого життя. З моменту створення ансамбль захоплював слухачів своїм високим професійним рівнем, різноманітним репертуаром і віртуозними сольними виконаннями. У жовтні 1948 року Багдасарян була запрошена для зйомок у картині «Дівчина Араратської долини».
У 1951 році була запрошена до Москви для участі у спільній концертній програмі майстрів вітчизняного мистецтва і зарубіжних країн в естрадному театрі «Ермітаж». Концерти були організовані за ініціативою Йосипа Сталіна, який разом з членами Політбюро ЦК ВКП(б) був присутній на їх відкритті.
Після завершення гастролей у Москві Спілка художників Вірменії отримав замовлення на виготовлення портрету Багдасарян та її скульптури. Цю роботу виконали відомі майстри — Арпенік Налбандян і Тереза Мірзоян. Вони працювали одночасно. Арєв позувала в костюмі «Нахшун баджо», А. Налбандян малювала її портрет на весь зріст, а Т. Мірзоян ліпила скульптуру. Роботи спочатку демонструвалися на ВДНГ у Москві, а потім були повернуті до Вірменії.
Портрет Арєв Багдасарян був розміщений у єреванському кінотеатрі «Москва», де довгі роки привертав увагу глядачів своєю барвистістю, а її бронзова скульптура зайняла гідне місце в Національній галереї Вірменії.
З 1955 по 1987 роки Арєв Багдасарян була керівницею та солісткою ансамблю пісні і танцю народів світу «Барекамутюн» («Дружба»). За 50 років своєї сценічної діяльності Арєв Багдасарян виконала десятки пісень і танців різних народів, і всі вони відрізнялася самобутністю і внутрішньою теплотою. В її репертуарі було понад 70 пісень і танців, майже половина з яких — вірменські. Вінцем творчості Арєв Багдасарян стали карабахські пісні і танці, і серед них відома на весь світ Нахшун баджо, що стала її візитною карткою. Її автором  була сама артистка. Багато пісень з репертуару Арєв Багдасарян міцно увійшли до побуту вірмен і стали надбанням вірменського народу.
У 1955 році Указом Президії Верховної Ради Вірменської РСР від 6 серпня Арєв Багдасарян було присвоєно звання «Заслуженої артистки Вірменської РСР».
Померла 17 лютого 1994 року. Поховали Арєв Багдасарян у костюмі Нахшун баджо.

## Нагороди, звання та премії
- Заслужена артистка Вірменської РСР (1955)
- Орден «Знак Пошани» (27.06.1956)
- Народна артистка Вірменської РСР (1961)
- Нагрудний знак імені Хо Ши Міна (1957)
- Почесна грамота Президії Верховної Ради Молдавської РСР за активну участь в організації Днів культури Вірменської РСР у Молдавії та високу виконавську майстерність (1969)
- Ювілейна медаль «За доблесну працю. В ознаменування 100-річчя з дня народження Володимира Ілліча Леніна» (1970)
- Медаль «Ветеран праці» (1983)
- Почесна грамота Виконкому облради народних депутатів Нагірно-Карабахської автоновмної області (1978)
- Почесна грамота Президії Верховної Ради Вірменської РСР за заслуги у розвитку вірменського радянського музично-виконавського мистецтва (1988)
- декілька пам'ятних нагрудних знаків

## Пам'ять
- Ансамблю пісні і танцю народів світу «Барекамутюн» («Дружба»), створений Арєв Багдасарян у 1983 році присвоєно її ім'я.
- У м. Єревані на фасаді будинку № 21 по вулиці Абовяна, де проживала артистка, встановлена меморіальна плита.
- У сквері на перетині вулиць Саят-Нова і Теряна в Єревані встановлений 3-х метровий бронзовий пам'ятник (скульптор Давид Єреванці).